# Raymond Loewy

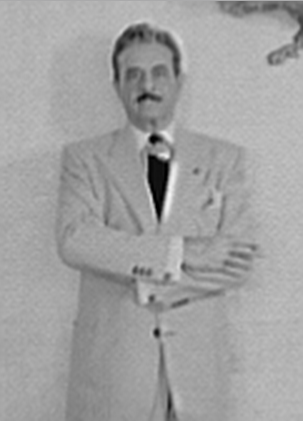
Raymond Loewy in 1950

Raymond Loewy (Parijs, 5 november 1893 – Monaco, 14 juli 1986) was waarschijnlijk de bekendste industrieel ontwerper van de twintigste eeuw. Loewy was een Fransman die in 1938 ook de Amerikaanse nationaliteit verkregen heeft. 

## Biografie
Loewy was de zoon van een Jood geboren in Bratislava in toenmalig Oostenrijk-Hongarije; zijn moeder was afkomstig uit het Franse departement Gard. Hij liep school aan de prestigieuze school Lycée Chaptal en studeerde van 1910 tot 1914 aan de universiteit in Parijs. Hij was van jongs af aan geïnteresseerd in tekenen en modelvliegtuigen. Hij bracht ook modelbouwkits voor vliegtuigen op de markt.
Hij diende in het Franse leger tijdens de Eerste Wereldoorlog, van 1914 tot zijn demobilisatie in 1919. In 1918 werd hij bevorderd tot tweede luitenant. Na de oorlog vertrok hij in 1919 naar New York en werkte daar als etaleur van warenhuizen en als mode-illustrator voor bladen als Vogue, Harper's Bazaar en Vanity Fair. In 1929 opende hij zijn eigen bureau voor industrieel ontwerpen. Hij liet visitekaartjes drukken met de tekst: 'Als twee producten in prijs, functie en kwaliteit gelijk zijn, dan verkoopt het mooiste van de twee beter dan het ander.' Zijn eerste succes had hij met het restylen van de Gestetner-stencilmachine. Het door Loewy vormgegeven apparaat verkocht beter, was door zijn vereenvoudigde vorm makkelijker te produceren, maar was technisch niet wezenlijk anders zijn voorganger.

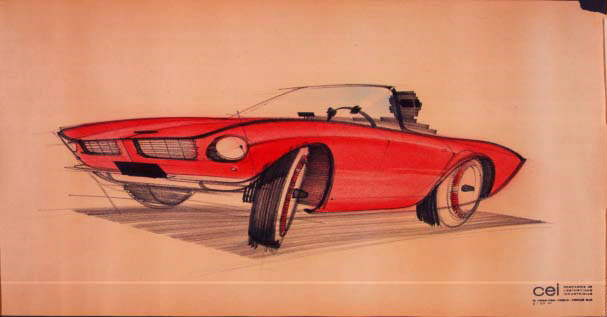
Conceptschets van Loewy's hand voor de Studebaker Avanti

Loewy maakte ontwerpen voor onder meer Pennsylvania Railroad, Greyhound, Lockheed, Coca-Cola en Studebaker. Hij is bekend om zijn gestroomlijnde stoomlocomotieven, autobussen en koelkasten, maar hij ontwierp ook logo's voor Spar, Exxon en Shell, verpakkingen voor International Harvester en Lucky Strike en het interieur van Skylab voor NASA. Loewy's benadering van het vak van industrial designer is te lezen in zijn autobiografie Never Leave Well Enough Alone (1951).
Op het hoogtepunt van zijn carrière werd berekend dat meer dan 75% van de Amerikanen dagelijks in contact kwam met een of meer door Loewy ontworpen producten. Loewy benaderde de status van een filmster en werd in 1949 op de cover van Time Magazine afgebeeld. Rond 1960 had hij 180 mensen in dienst, maar in 1977 moest hij door financiële problemen zijn kantoor in de Verenigde Staten sluiten.
Toen Loewy stierf in 1986 was hij bankroet. Zijn huis in Yvelines had hij moeten verkopen. Zijn graf bevindt zich op de begraafplaats van Rochefort-en-Yvelines.

## Tentoonstelling
In 1990-1991 was in het Stedelijk Museum Amsterdam een overzichtstentoonstelling van zijn werk te zien.

## Trivia
Het bureau van Raymond Loewy is ontwerper van de kopvorm van het treintype Sprinter en de Koploper van de Nederlandse Spoorwegen.